# Konstantin Uchanow
Konstantin Wasiljewicz Uchanow (ros. Константин Васильевич Уханов, ur. 19 września 1891 w Kazaniu, zm. 26 października 1937) – radziecki polityk i działacz partyjny, członek KC RKP(b)/WKP(b) (1923-1937).

## Życiorys
Skończył szkołę rzemieślniczą, 1907 wstąpił do SDPRR, kilkakrotnie aresztowany i zsyłany. W marcu 1917 był członkiem Prezydium Rady Moskiewskiej, od czerwca do listopada 1917 był przewodniczącym simonowskiej rady rejonowej w Moskwie, w listopadzie 1917 członek simonowskiego komitetu wojskowo-rewolucyjnego w Moskwie. Od czerwca 1919 do kwietnia 1921 przewodniczący rogożsko-simonowskiej rady rejonowej w Moskwie, w marcu 1921 brał udział w stłumieniu powstania w Kronsztadzie, 1921-1923 dyrektor fabryki "Dynamo", 1922-1926 przewodniczący Zarządu Trustu Elektrotechnicznego Rejonu Centralnego, od 25 kwietnia 1923 do 22 maja 1937 członek KC RKP(b)/WKP(b). Od 1 stycznia 1926 do 26 czerwca 1930 zastępca członka Biura Organizacyjnego KC WKP(b), od 7 maja 1926 do 19 września 1929 przewodniczący Komitetu Wykonawczego Moskiewskiej Rady Gubernialnej, od 28 kwietnia do 19 września 1929 przewodniczący Komitetu Organizacyjnego Prezydium WCIK na obwód moskiewski, od 23 września 1929 do lutego 1932 przewodniczący Komitetu Wykonawczego Moskiewskiej Rady Obwodowej. Od lutego 1932 do sierpnia 1934 zastępca ludowego komisarza zaopatrzenia ZSRR, od 23 sierpnia 1934 do 19 października 1936 ludowy komisarz przemysłu lokalnego RFSRR, od 19 października 1936 do 1937 ludowy komisarz przemysłu lokalnego RFSRR. 17 stycznia 1936 odznaczony Orderem Lenina
21 maja 1937 aresztowany, 26 października 1937 skazany na śmierć przez Wojskowe Kolegium Sądu Najwyższego ZSRR i rozstrzelany. 27 sierpnia 1955 pośmiertnie zrehabilitowany.